# 山本漢方製薬
山本漢方製薬株式会社（やまもとかんぽうせいやく）は、愛知県小牧市多気東町157番地に本社を置く医薬品・食品製造業者。
主力商品の「大麦若葉青汁」を中心に、ドラッグストアや薬局、大手通販に生薬、漢方薬、健康食品の開発、製造を行っていている。1977年創業。公式略称はヤマカンで商標登録されている。

## 沿革
- 1977年（昭和52年）1月 - 山本邦男が名古屋市昭和区北山本町において資本金300万円で山本漢方製薬株式会社として設立[5] - 製薬工場　名古屋市緑区鳴海町枯木20　医薬品製造業を目的として薬事法に基づく厚生省の許可を受ける 許可番号（愛）第258号
- 1982年（昭和57年）5月 - 業務拡大のため製薬工場を移転 資本金800万円に増資　愛知県西春日井郡豊山町豊場字幸田160 許可番号(愛)第281号
- 1984年（昭和59年） - 第2製薬工場を設立 資本金1000万円に増資 愛知西春日井郡豊山町新栄88 許可番号(愛)第295号
- 1985年（昭和60年）2月 - 愛知県小牧市多気東町157に土地865m2を購入
- 1986年（昭和61年）6月 - 業務拡大を省力化を計る目的として第1工場5階建てを1555m2新築 許可番号(愛)第0303号
- 1989年（平成元年）12月 - 隣地 愛知県小牧市多気東町156に土地2013m2を購入
- 1990年（平成2年）8月 - 第1工場6階建てに増築 延べ面積1886m2
- 1991年（平成3年）10月 - 上記土地に第2製薬工場4階建てを2139m2を新築
- 1992年（平成4年）4月 - 大阪市中央区に大阪営業所を開設
- 1993年（平成5年）10月 - 第3食品工場1階建て(焙煎工場)を88m2を新築
- 1994年（平成6年）
  - 3月 - 東京都板橋区に東京営業所を開設
  - 4月 - 第3食品工場及び倉庫4階建てを849m2に増築
- 1995年（平成7年）4月 - 第4焙煎工場及び倉庫5階建てを733m2を新築
- 1996年（平成8年）
  - 4月 - 第5食品工場及び倉庫6階建てを472m2を新築
  - 6月 - 隣地　愛知県小牧市多気東町150〜155に土地1428m2を購入 10月 土地にテント倉庫を500m2を増築　第2製薬工場4階建てを2629m2に増築
- 2000年（平成12年）2月 - 資本金5,000万円に増資　4月第2工場製薬工場4階建てを880m2に増築、改装　9月第3食品工場及び倉庫4階建てを1705m2に増築
- 2002年（平成14年）9月 - 第6食品工場及び倉庫4階建てを1992m2を新築
- 2003年（平成15年）11月 - 第6食品工場隣地駐車場324m2を購入
- 2004年（平成16年）8月 - 東京営業所として東京都墨田区緑3丁目17-1に土地147m2を購入
- 2005年（平成17年）1月 - 東京営業所4階建て331m2を新築
- 2006年（平成18年）
  - 1月 - 第7食品工場及び倉庫4階建て1684m2を新築
  - 7月 - 販売会社を設立 代表取締役社長に山本整が就任 愛知県小牧市多気東町157
- 2007年（平成19年）4月 - 本社を小牧市多気東町に移転[5]。
- 2008年（平成20年）11月 - 第7工場にて、ISO22000の認証取得
- 2011年（平成23年）2月 - 第8食品工場及び倉庫6階建てを2917m2を新築
- 2015年（平成27年）
  - 第8工場隣地 小牧市多気東町141番、142番、142番3の土地2075m2を購入　本社の敷地面積の合計が10,331m2になる
  - 第8工場にて、ISO22000の認証取得
- 2016年 (平成28年）
  - 「大麦若葉粉末」条件付き特定保健用食品表示許可を取得。大麦若葉由来の天然成分100%での特保取得は業界初
  - 第9工場及び倉庫 2階建てと6階建てを新築。

## 営業拠点
- 総括本部 製造工場（愛知県小牧市多気東町157番地）[2]
- 東京営業所（東京都墨田区両国4丁目8-2　山本漢方製薬ビル）[2]
- 大阪営業所（大阪府枚方市伊加賀西町52-1 アルフレッサ内）[2]
- 仙台連絡所（宮城県仙台市泉区泉中央1-28-22 アルフレッサ内）[2]
- 福岡連絡所（福岡県福岡市東区松田2-9-16 アルフレッサ内）[2]

## 提供番組
- アッコにおまかせ!（TBS） - 長年続いた富士薬品から引き継いだ。後任はジャパネットたかたの90秒をテレビショッピング枠に交代。
- 踊る!さんま御殿!!（日本テレビ）-現在はしゃべくり007に移動。後任はテンプスタッフ。
- しゃべくり007 (日本テレビ) -踊る！さんま御殿！から移動、長年続いたJTから引き継いだ。
- 人志松本の酒のツマミになる話（フジテレビ）
- カラオケ大賞（チバテレ） - 後述する原田が2023年より番組MCを務めており、同年より提供。

## CMキャラクター
- 原田龍二（2018年7月 - ）
- 柳ゆり菜（2018年7月 - ）